# Nádudvari Anna
Nádudvari Anna (Karácsond, 1946. május 10. – Bercel, 2020. november 18.) magyar író, újságíró.

## Életpályája
Szülei: Nádudvari István és Czene Anna. 1964-1969 között adminisztrátorként dolgozott. 1969-1976 között üzemi lapoknál volt újságíró. 1973-1975 között MÚOSZ Újságíró Iskola diákja volt. 1976 óta szabadfoglalkozású író; 1992-1995 között a Pest Megyei Hírlap munkatársa volt. 2005-2008 között az Apor Vilmos Katolikus Főiskola teológus szakán tanult.

## Művei
- Fogjunk kutyát! (elbeszélés, 1974)
- Honnét lesz a tűz? (színészportrék, 1981)
- Társbérlet (regény, 1982)
- Békeévek (regény, 1983)
- Legyetek jók (elbeszélés, 1985)
- Hadiállapot (regény, 1987)
- Kisországban (útirajzok, 1990)
- Ausztráliai történet (regény, 1995)
- Test halála (regény, 1997)
- Egy szerelem regénye (regény, 1997)
- Magyarok Istene (regény, 2000)
- Kimberley angyala (regény, 2005)
- Párizsban ne légy szomorú! (regény, 2008)
- József és Jocó (ifjúsági regény, 2010)
- Az athéni műkereskedő (2011)